# Iddefjorden
Iddefjorden (szw. Idefjorden) – graniczny fiord, na którym przebiega granica Norwegii ze Szwecją. Kończy się w mieście Halden, w pobliżu wyspy Brattøya, gdzie do fiordu wpływa rzeka Tista i zmienia się w Ringdalsfjorden.
Fiord został silnie zanieczyszczony z powodu emisji pochodzących z przemysłu drzewnego i ścieków, zwłaszcza z Halden, ale po zamknięciu najbardziej zanieczyszczającej fabryki i budowie oczyszczalni ścieków zanieczyszczenie zostało znacznie zmniejszone.